# Carex zekogensis
Espèce
Classification phylogénétique
Carex zekogensis est une espèce de plantes du genre Carex et de la famille des Cyperaceae.